# 竹野酒造
竹野酒造有限会社（たけのしゅぞう）は、京都府京丹後市弥栄町溝谷を本社にする酒造メーカーである。代表銘柄は、地元限定の「弥栄鶴」と世界進出をめざす「亀の尾蔵舞」。生産者の顔がみえる商品製造にこだわり、製品のラベルにはその酒に用いられた酒米の収穫時期や場所、生産農家の姓名をすべて記載する。
「地元蔵」として地域に愛されることを経営の柱とし、酒蔵を広く開放するイベント「蔵舞Bar」開催や、地元の他社・他業種との協同事業に携わる。

## 歴史

### 地元蔵としての歩み

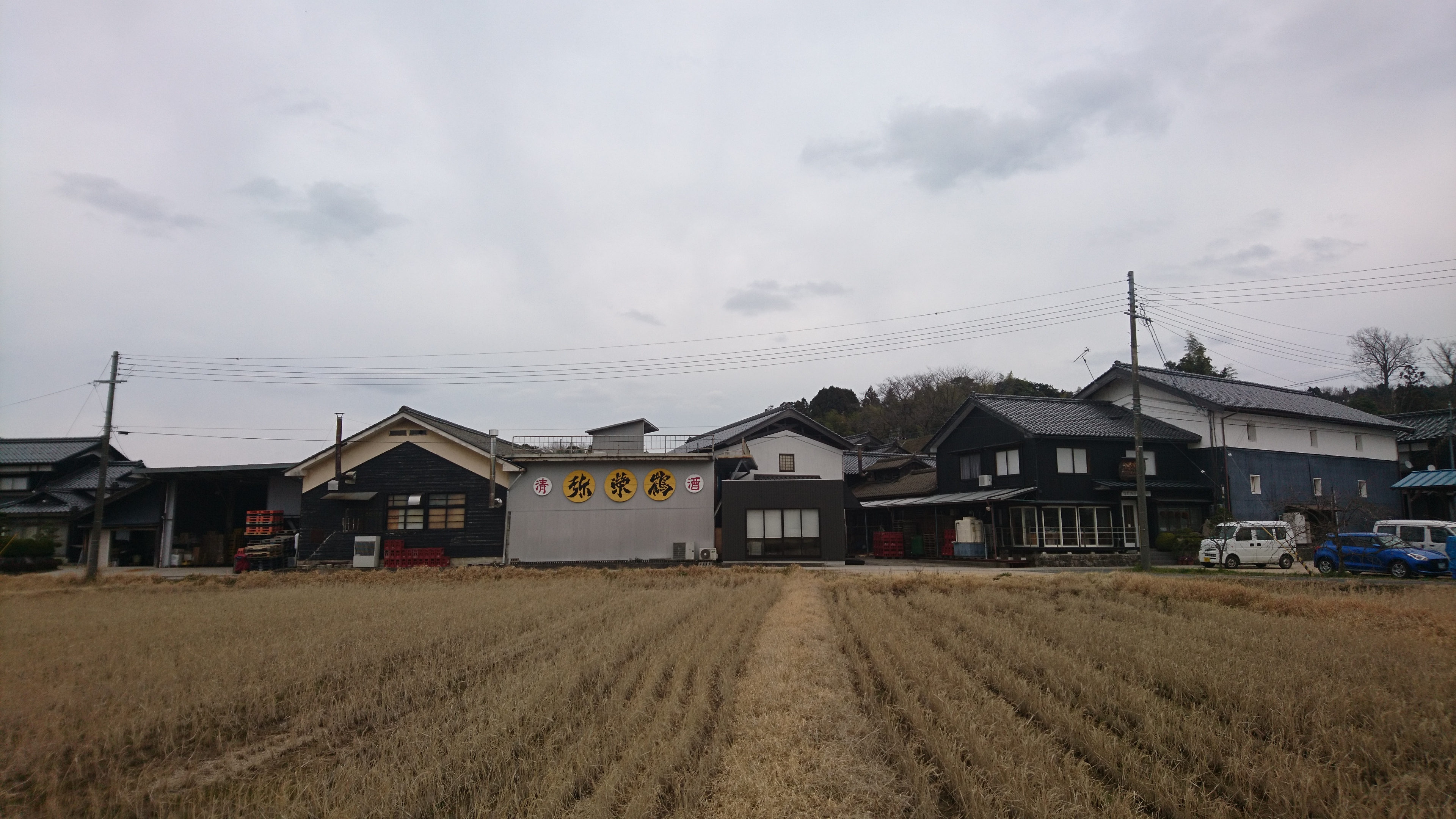
竹野酒造と、京都府で初めての農地改革の対象となった田圃

創業は江戸時代末期から明治時代初期とされる、行待酒造場を前身とする。行待酒造場は1944年（昭和19年）に企業整備令で休業を余儀なくされたが、終戦後、3代目蔵元が、同じく休業していた他の酒蔵に呼びかけ、1947年（昭和22年）に4社共同で竹野酒造として再建した。明治時代に行われた京都府初の農地改革で整備された田園に隣接し、地下には伏流水が絶えず流れる土地に建つ。仕込み蔵には昔ながらのかまどが残る。1950年（昭和25年）、その地名の弥栄と縁起物の鶴から、「弥栄鶴（やさかづる）」を扁額に掲げる。
21世紀初頭における、主要銘柄「亀の尾蔵舞」は、1983年（明治26年）に山形県の阿部亀治によって生まれた米「亀の尾」を100パーセント使用する。亀ノ尾は、冷害の年に3本だけ稔った在来品種「惣兵衛早生」の稲穂から育成され、食味がよく、その血はコシヒカリやササニシキにも受け継がれた。当初は飯米として東日本で広く栽培されたが、亀ノ尾で仕込んだ吟醸酒は米の旨みを感じる個性的な酒であるとして、酒米としても評価が高い。明治期の酒造りでは、西の「雄町」に東の「亀ノ尾」と呼ばれ、全国を二分する双璧の一翼を担った。農業の近代化に適合せず、昭和初期に一度絶滅したが、1980年（昭和55年）に新潟県の久須美酒造が、1981年（昭和56年）に山形県の鮎川酒造が復活栽培に挑みはじめ、『夏子の酒』で全国に知られるようになる。しかし、化学肥料との相性が悪く、稲穂の背丈が高いために倒れやすいという欠点があるため、生産農家は少ない。
弥栄町では、2000年（平成12年）、地元の郷土研究者・芦田行雄から竹野酒造に対し、「亀ノ尾」であるとする3キログラムの米が提供され、その復活を試みたことが発祥となる。竹野酒造に1996年（平成8年）頃から酒米を提供していた農家が栽培に協力し、2001年（平成13年）に1反の田で栽培が試行されたが、秋に実ったのは赤や黒の稲穂だった。これら混在していた古代米を1本ずつ抜き穂、選別し、約300キログラム余の「亀ノ尾」を収穫。翌2002年（平成14年）からは、別の地元農家が4反を栽培し、「亀ノ尾」を主とする酒の販売を開始した。

### 再生の「亀の尾蔵舞」
2009年（平成21年）、当時の契約農家が、栽培の難しい「亀ノ尾」の栽培を翌期から取りやめる意向を示し、竹野酒造は窮地に立たされる。同年春、約半世紀にわたり竹野酒造の酒造りを支えた日下部杜氏が死去する不幸も重なり、その後を継いだばかりだった自称7代目の杜氏・行待佳樹は「血の気の引くような思い」を味わったというが、杜氏として初めて仕込んだ「亀の尾蔵舞」が、全国酒類コンクール純米酒部門で１位を獲得したことで状況は一変する。契約農家は「亀ノ尾」の生産を継続。2012年（平成24年）には「ワイングラスでおいしい日本酒アワード2012年」で金賞を受賞した。その後、翌年の仕込みに向けて協力農家が増え、亀ノ尾の生産農家は、網野町から2農家、弥栄町から2農家が加わり、「亀の尾蔵舞」は名実ともに竹野酒造を代表する商品となった。「亀ノ尾」生産農家のなかには、かつて竹野酒造で副杜氏（蔵頭）を務めた藤原薫など、竹野酒造の酒造りに精通する人物も含まれる。竹野酒造では、彼ら生産農家の氏名もすべて商品ラベルに記載する。

### テロワールのかたち「bar362+3」

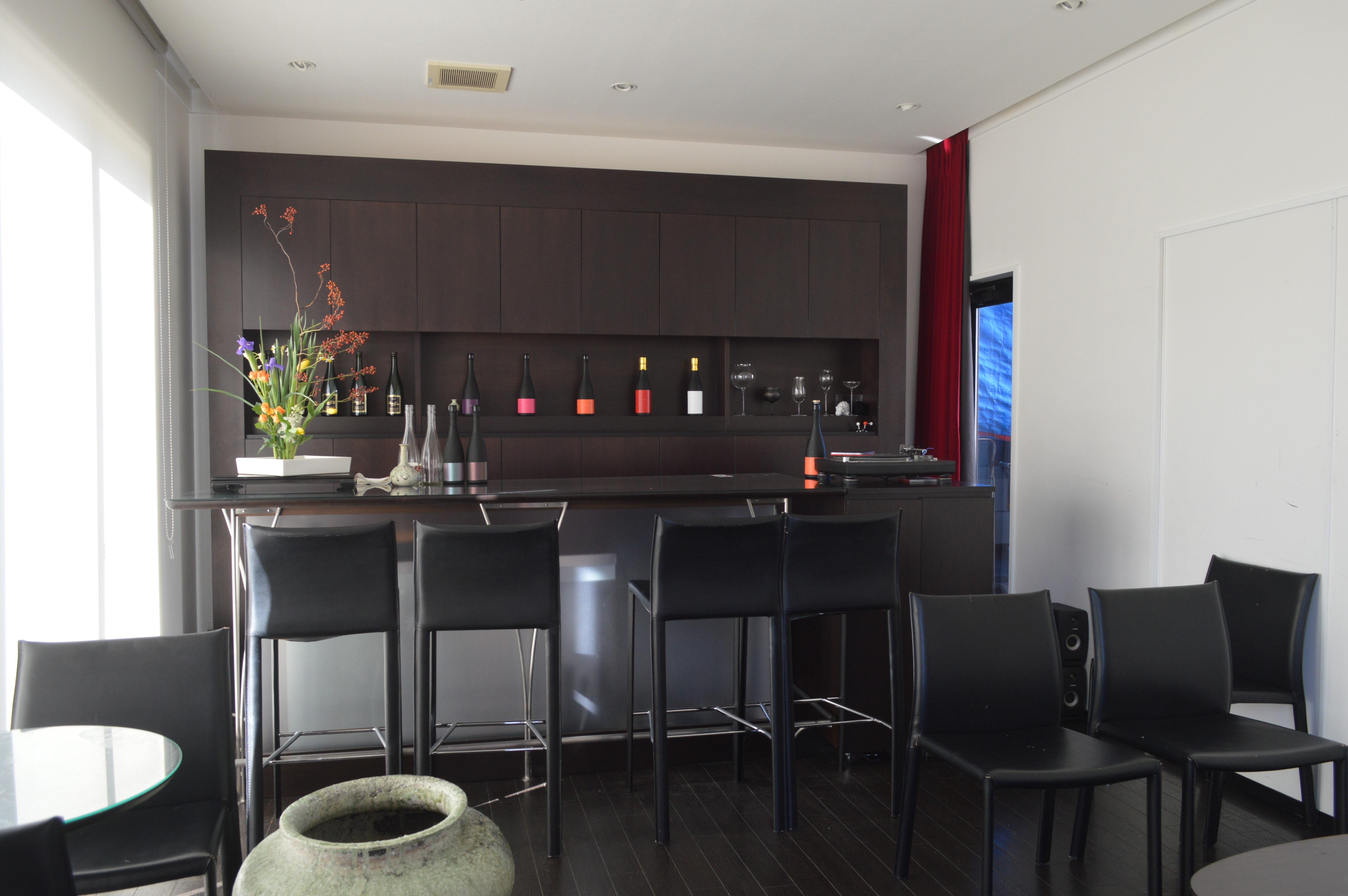
bar362+3

2015年（平成27年）、テイスティングルームと販売所を兼ねたbar362+3（バーサンロクニプラスサン）を、酒蔵に併設した。ここでは、カウンター席とソファー席を備え、丹後の田園風景を眺めながら日本酒を試飲することができる。木造平屋建てで、面積は約22平方メートル。期間限定でバーとして営業し、仕込みの時期には作業場として利用することもある。
バーは週末の金曜日に、予約制10人以下の人数限定で開店する。酒蔵見学や試飲のほか、様々な竹野酒造の製品を、陶器やワイングラスなど多様な酒器で利き酒し、器によって変化する酒の香りや口当たりを体験したり、地産の素材を使った料理との組み合わせの提案などを行う。「『地酒屋』として地域に愛されること」を酒造りの目標に掲げる、竹野酒造のテロワールへの想いを反映したバーとなっている。
2017年（平成29年）、まぼろしの日本酒バーとも称されるこのbar362+3での「究極のテロワール体験」を商品化した日本酒「bar362＋3」を、日本酒専門店KURAND SAKE MARKET（クランドサケマーケット）と共同で企画・開発。2017年6月22日から、KURAND SAKE MARKET全店で提供開始された。

## 地域とつながる

### 株式会社「丹後蔵」の設立
2006年（平成18年）、丹後地方の清酒醸造メーカーの有志、熊野酒蔵や吉岡酒造場らあわせて5社の代表者個人が協力し、京丹後市峰山町に焼酎蔵「株式会社丹後蔵」を創業、地元産のさつまいも「京かんしょ（金時種）」による、京都府で初の芋焼酎の製造販売を開始した。2019年（平成31年）時点の代表取締役は、竹野酒造5代目蔵元の行待佳平。行待のほか、柿本正大（熊野酒造有限会社）、大同智（旧大同酒造株式会社・元代表）、吉岡直敏（吉岡酒造場）、安達直樹、高田茂吉（旧峰山酒造有限会社・元代表）が役員を務め、製造販売は高田を中心に行われている。
代表銘柄「いもたん」は、2008年（平成20年）度「優良ふるさと食品中央コンクール」で食品産業センター会長賞を受賞、2011年（平成23年）に日本酒サービス研究会・酒匠研究会連合会（SSI）が主催した「あなたが選ぶ地酒大show2011・チーズにピッタリ本格焼酎」泡盛部門で1位のプラチナ賞を受賞した。「いもたん」は、2016年（平成28年）、2017年（平成29年）にはスペインやドイツなど海外にも出荷された。

### 交流の場「蔵舞Bar」
2008年（平成20年）から2018年（平成30年）にかけて、弥栄町在住の海外アートディレクターでツアーコンダクターの芦田久美子が提唱した交流イベントmixひとびとtangoの開催にあわせて、5月の第3土曜日に酒蔵を開放し、「蔵舞Bar」を開催した。地元の漁師や酪農家や農家から仕入れた食材を、招かれたシェフが料理して提供し、酒蔵の前に特設ステージを設けてライブやショーが披露された。例年500人以上の来場者を集め、「酒蔵ならではのおもてなし」として新製品の試飲などが行われた。
「蔵舞Bar」は、他府県や海外からの旅行者と地域住民の交流を実現し、地域活性化を図る企画として、平成26年度「きょうと元気な地域づくり応援ファンド支援事業」に採択された。
また、2011年（平成23年）には、ミニカーで「0円日本一周」中だった朝倉くみこが竹野酒造に宿泊し、作業手伝いをして蔵人らと交流した。

### 人の輪から生まれた「羅漢酒 笑顔百楽」
1990年（平成2年）、竹野酒造の蔵元が、網野町浅茂川地区の市民講座の第1回講師を務め、酒にまつわる講習を行った。全10回の市民講座では、網野町在住の木版画家幻一（まぼろしはじめ）も講師として招かれており、酒を介した交流が生まれた。幻一の代表作「五百羅漢」が、漢字一字の中に人間の喜怒哀楽を表現し、羅漢を介して人生の様々な趣が映し出されることに感銘を受けた人々の輪が生まれ、その媒体となる酒を求める住民らの声に応じて、純米大吟醸「羅漢酒」を醸造することとなる。
酒米選びから始まったこの酒造りは、1996年（平成8年）に京都府丹後農業研究所から紹介された「祭り晴」を用い、1998年（平成10年）に米を生産、1999年（平成11年）からの2年間で1450本を販売した。この商品ラベルは、1枚ずつが幻一による手描きのラベルで、その後は木版画ラベルで2000本を販売したものの、再び手描きのラベルに戻され、ラベル製作にあわせて販売する形式となっている。
2003年（平成15年）10月、「羅漢酒」は、人々を笑顔にしたいとの願いを込めて醸造したことから「笑顔百薬」と改名された。このラベルも幻一が筆を執ったものである。幻一は、2015年（平成27年）、京丹後市網野町にこころの森美術館を開館。「笑顔百薬」の売上金の一部は、こころの森美術館の基金として寄贈されている。

### その他
2012年（平成24年）、京丹後市網野町浜詰のヒカリ美術館で開催されたアート・レストランに出品提供した。
2016年（平成28年）、京都室町の老舗料亭和久傳が、創業の地である丹後地方で生産したイセヒカリの無農薬米で、和久傳オリジナル酒「丹」を醸造する。同年10月1日に室町和久傳で開催された食事会では、「丹」をはじめ竹野酒造の代表銘柄数酒が提供されたほか、杜氏の行待佳樹が講話を行った。「京丹後の食材とお酒を愉しむ会〈竹野酒造〉×〈京都和久傳〉」と題されたこの講話付き食事会は、2018年（平成30年）6月にもジェイアール京都伊勢丹内にある京都和久傳でも開催された。

## 特徴
西日本ではほとんど栽培されず全国的に見ても生産量が少ない亀ノ尾や、旭など、酒米として評価が高く多くの酒造好適米のルーツとなったが、現代農法では栽培が難しく生産量が少ないために「幻の酒米」と称される米を、おもに用いる。
「作り手の顔が見えること」「人と人がつながり、混ざり合っていくこと」によって信頼を得ることが、顧客との快い関係につながるとして、すべての商品ラベルに、原材料の水と米の生産地と生産農家の姓名を明記している。

## 製品
「亀ノ尾」など日本酒の原点に立ち還ったことで生み出された銘柄には、「蔵舞（くらぶ）」を冠する。様々なつながりの原点にこだわり、古くからの伝統と技術を蓄え、伝えることを意識した命名で、貯えという意味をもつ「蔵」と、古来無形の精神を伝えるという意味をもつ「舞」を組み合わせた。純米酒を通して古来の伝統と技術精神を伝え残したい、という想いが込められている。
醸造には、地元産の稀少米を中心に、契約農家で栽培された無農薬あるいは低農薬の酒米を使用し、仕込み水には、弥栄町の東方に位置する金剛童子山の豊富な伏流水を使用する。麹米の大半は、地元産の「祝」を使用する。
「祝」は、1933年（昭和8年）に地元・弥栄町の農業研究所で生まれた酒米で、1946年（昭和21年）までは当地の栽培奨励品種として、丹後・中丹地域を中心に646ヘクタールの作付け面積を記録した。戦後の食糧難により一度食用米に切り替えられて途絶えるが、近年、綾部市の篤志家・河北卓也から種籾を譲り受け、地元農家の協力によって復活した。良質で「磨く必要がない」酒米と評されている。

### 銘柄と酒米
下記主要銘柄のほか、季節限定のブレンド酒「秋蔵舞」などを手がける。季節限定では、カカオ豆や、栃木県産の苺とちおとめを「祝」で醸した純米酒に漬け込んだリキュールを製造したり、10年寝かせた29度の超高度数の「丹後ガラシャの里」など、遊び心豊かな商品も生み出している。
最近は世界のマーケットを相手にできる日本酒のプレステージキュヴェを目指し、2017年に「in/ei(陰翳)」、2022年には「id」「ego」をリリース。日本酒にはワインのような高価格帯がない、ワインに比肩する日本酒を目指す。ワインは複雑な味が付加価値を付けるが、日本酒は雑味のないすっきりした味が求められる。酸度が少なくてアミノ酸値を倍にすれば、世界初のオリジナル飲料ができると確信し、試行錯誤を重ねる。香港、フランス、シンガポール、中国と評判は広がり、取引先は今も増え続けている。
- 弥栄鶴
創業当初からのレギュラー酒。地元地域のみで限定販売されている。地元発祥の酒造好適米「祝」を麹米に、推奨品種の「祭り晴」を掛け米に用いる[38]。精米歩合65パーセント。酵母には協会701号を使用する[38]。
- 亀の尾蔵舞
純米吟醸。地元・丹後地方の契約農家が生産した、無農薬・減農薬の亀の尾を使用する[31]。精米歩合60パーセント。生酒、ひやおろし、超亀の尾蔵舞などのバリエーションがある[32]。
- 旭蔵舞
純米吟醸。2003年（平成15年）から醸造。精米歩合60パーセント。滋賀県草津市の契約農家が栽培した、無農薬の旭を使用する[39]。
- 祝蔵舞
純米酒[31]。精米歩合73パーセント。地元の契約農家が栽培する「祝」を用いる[29]。
- 錦蔵舞
純米大吟醸。精米歩合50パーセント。京都府内の契約農家が栽培した山田錦を使用する[31][40]。
- 祭蔵舞
山廃純米吟醸。精米歩合60パーセント。合鴨農法で栽培した祭り晴で試行錯誤の末、2000年（平成12年）に数十年ぶりに山廃仕込みを復活させた[41]。その後、2008年（平成20年）になって「祭蔵舞」が誕生した[41]。
- 笑顔百楽
純米大吟醸。精米歩合50パーセント。NPO法人こころの森の会員有志の協力により製造された「羅漢酒」を、会員以外にも広く提供するべく、改名、通年商品化されたものである[28]。「祝」を麹米に、「祭り晴」を掛け米に使用する[28]。ロゴデザインは京丹後市在住の木版画家 幻一（まぼろし はじめ）[23]。

### 受賞歴と海外進出
国内コンクールのみならず、海外でもたびたび高い評価を受ける。2012年（平成24年）に香港へ出荷されるようになり、2015年（平成27年）にシンガポールへ、2016年（平成28年）にはフランスの首都パリへ輸出された。
- 2010年（平成22年） 春季全国酒類コンクール純米酒部門　1位（亀の尾蔵舞）[11][13][14][42]
- 2010年（平成22年） 春季全国酒類コンクール普通吟醸部門　入賞（弥栄鶴）[43]
- 2010年（平成22年） 2010 U.S.National Sake Appraisal 全米日本酒歓評会 Gold award 金賞（祭蔵舞）[44]
- 2010年（平成22年） International SAKE Challenge 2010 Gold award（祭蔵舞）[7]
- 2010年（平成22年） International SAKE Challenge 純米大吟醸部門　銅賞（錦蔵舞）[28]
- 2010年（平成22年） 純米酒大賞2010　準グランプリ（笑顔百楽） [7]
- 2011年（平成23年） ワイングラスでおいしい日本酒アワード　金賞（祝蔵舞）[45]
- 2012年（平成24年） ワイングラスでおいしい日本酒アワード　金賞（亀の尾蔵舞）[45]
- 2012年（平成24年） 春季全国酒類コンクール純米酒部門　2位（旭蔵舞）[7][注 13]
- 2013年（平成25年） 春季全国酒類コンクール純米吟醸部門　1位（天酒大明神）[1][7][46]
- 2013年（平成25年） 春季全国酒類コンクール純米吟醸部門  3位（祝蔵舞）[1][46]
- 2013年（平成25年） 秋季全国酒類コンクール純米大吟醸部門  1位（笑顔百楽)[47]
- 2013年（平成25年） 秋季全国酒類コンクール純米酒部門  2位（錦蔵舞)[47]
- 2013年（平成25年） ワイングラスでおいしい日本酒アワード　金賞（祝蔵舞）[1][7]
- 2014年（平成26年） U.S.National Sake Appraisal 全米日本酒歓評会 Gold award 金賞 （亀の尾蔵舞）[28]
- 2014年（平成26年） 全国酒類コンクール　2位（錦蔵舞）[28][注 14]
- 2014年（平成26年） 秋季全国酒類コンクール  1位（祭蔵舞)[48]
- 2014年（平成26年） International SAKE Challenge 生酛・山廃部門　最高金賞 トロフィー（祭蔵舞）[28][48]
- 2015年（平成27年） International SAKE Challenge 生酛・山廃部門　銅賞（祭蔵舞）[28]
- 2015年（平成27年） 全日本酒類コンクール純米酒部門　1位（亀の尾蔵舞）[28]
- 2015年（平成27年） 春季全国酒類コンクール純米酒部門　2位（旭蔵舞）[28]
- 2015年（平成27年） ワイングラスでおいしい日本酒アワード　金賞（祝蔵舞）[28]
- 2015年（平成27年） U.S.National Sake Appraisal 全米日本酒歓評会　銀賞 （笑顔百楽）[28]
- 2016年（平成28年） International SAKE Challenge 銅賞（旭蔵舞）
- 2018年（平成30年）ワイングラスでおいしい日本酒アワード　プレミアム純米部門　金賞（超亀の尾蔵舞）

## 杜氏
2009年（平成21年）3月に、41年間務めた日下部杜氏が死去。5代目蔵元・行待佳平の長男である行待佳樹が、25歳で杜氏に就任する。
行待佳樹は、1983年12月28日生まれ。東京農業大学醸造学科卒。酒の味はイベントで覚えたという。2005年（平成17年）から2年間、石川県加賀市の鹿野酒造において能登杜氏四天王と称される農口尚彦のもとで修業した後、実家である竹野酒造で蔵人として3年働いた。杜氏として酒造りに挑んだ初年度の「弥栄鶴亀の尾蔵舞（純米酒）」で、2010年（平成22年）春季全国酒類コンクール純米酒部門の1位を受賞した。「まだ誰も飲んだことのない酒」をめざす試行錯誤のなか、京都の祇園の割烹料理店の主と対話するなかで「ふくらみがあり、かつ雑味がない。しかも超高額にはならない程度」の酒造りを目標のひとつに据え、その思いは「錦蔵舞」に反映されている。
2019年時点、蔵元の長男である佳樹を筆頭に、次男達朗、三男皓平の三兄弟で蔵をささえる。3兄弟全員が一級酒造技能士である。

## 現地情報

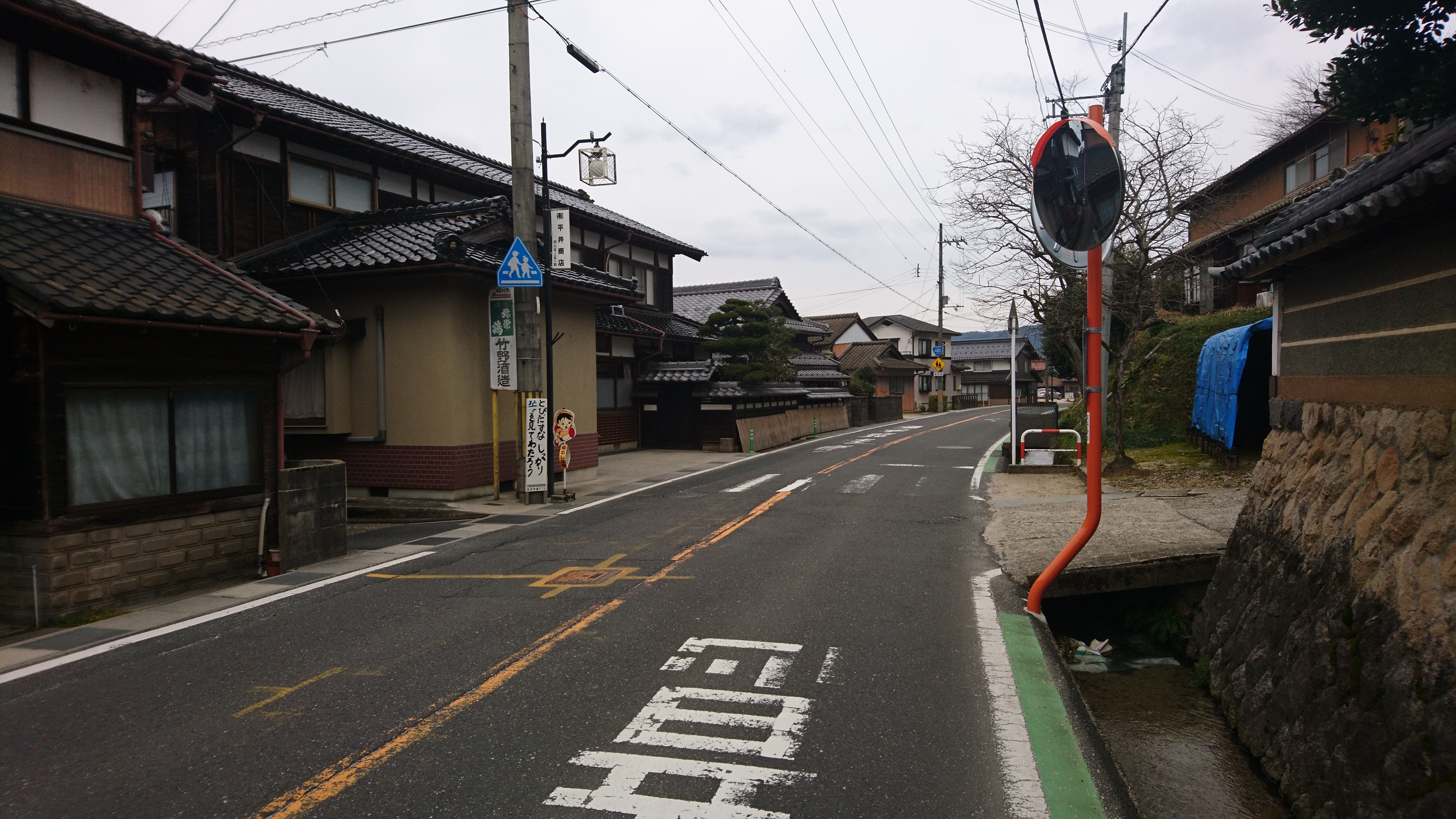
国道482号線（京都府京丹後市弥栄町溝谷）左の電柱横の路地の数十メートル先に竹野酒造がある。

### アクセス
住所　　　627-0111 京都府京丹後市弥栄町溝谷3622-1
京都丹後鉄道「峰山駅」から車で約10分。竹野川流域の平野部に位置し、国道482号線沿いをやや裏道に入った田んぼに面して建つ。

### 周辺施設
- 細川ガラシャ碑[3]
- 道の駅丹後王国「食のみやこ」（旧「丹後あじわいの郷」）[3]
- 吉岡酒造場
- だいまるしょうゆカフェ

大改造!!劇的ビフォーアフターでリフォーム工事が行われた（「冬が怖い家」2011年10月30日・11月6日放送 ）。このリフォームは、2011年のビフォーアフター大賞を受賞した。
- 弥栄あしぎぬ温泉
- 京丹後市立弥栄病院
- 京丹後市弥栄庁舎
- JA京都弥栄支店
- 奈具神社